# Vampire Weekend

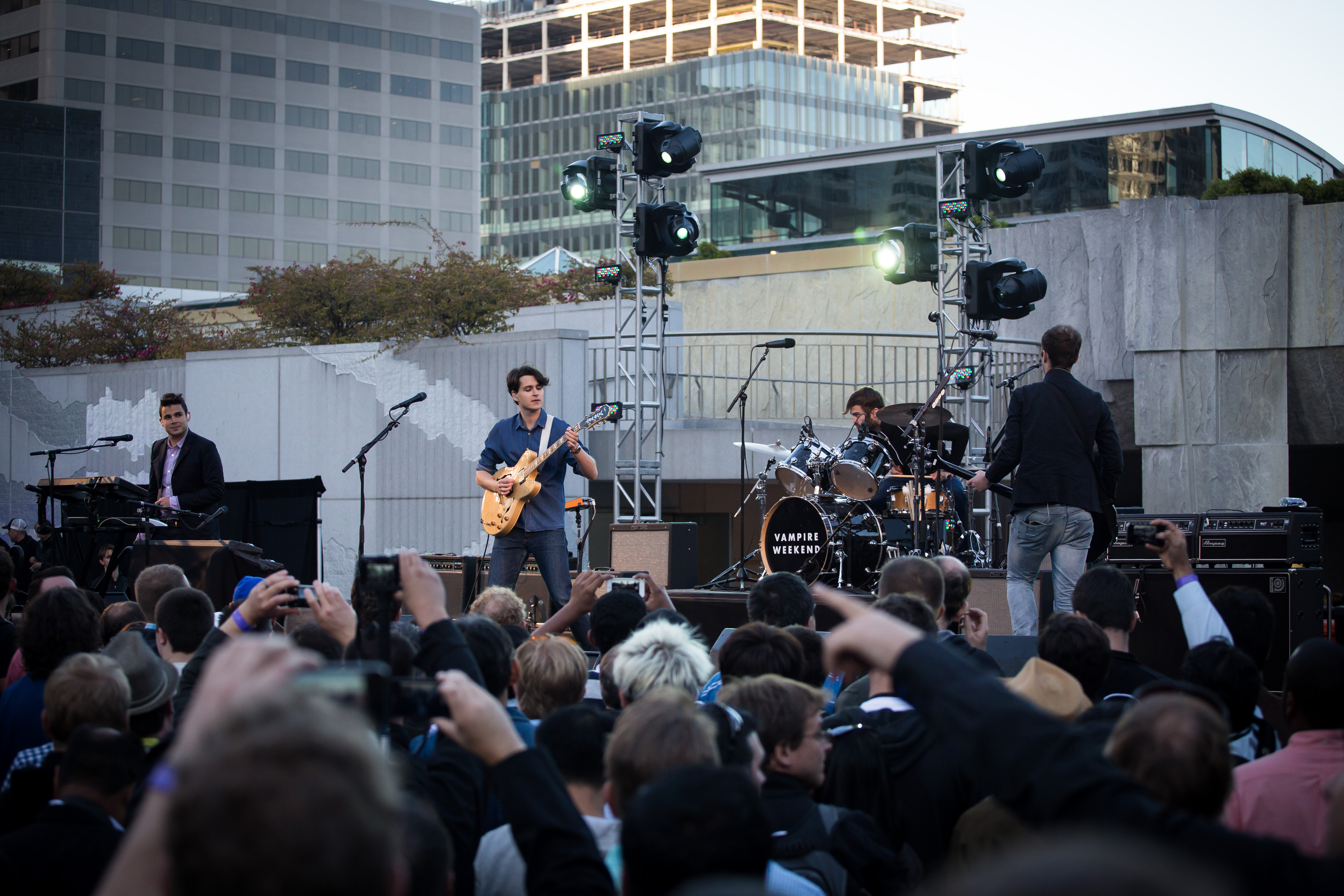
Vampire Weekend 2013

Vampire Weekend (Вемпайр вікенд, укр. Вікенд вампірів) — американський рок-гурт з Нью-Йорка, сформований у 2006 році. До його складу увійшли Езра Кеніґ (вокал, гітара), Ростам Батманглідж (клавішні), Кріс Томсон (ударні) та Кріс Байо (бас-гітара). У 2008 році дебютний альбом колективу, Vampire Weekend (і зокрема хітові сингли «Mansard Roof», «A-Punk» та «Oxford Comma»), викликав захоплення критиків через еклектичне поєднання інді-року й етнічної музики та потрапив до списку 500 найкращих альбомів усіх часів за версією журналу «Rolling Stone», а його послідовник, Contra (2010), приніс колективу комерційний успіх. Наступний альбом Vampire Weekend під назвою Modern Vampires of the City (2013) лише закріпив їхній успіх та здобув статуетку «Греммі» за найкращий альтернативний музичний альбом. У 2016 році колектив несподівано покидає Ростам Батманглідж, а у 2019 виходить довгоочікуваний четвертий альбом гурту, Father of the Bride, який приносить Vampire Weekend чергову нагороду «Греммі».

## Учасники
Теперішні
- Езра Кеніґ – вокал, гітара, фортепіано (з 2006)
- Кріс Байо – бас-гітара, бек-вокал (з 2006)
- Кріс Томсон – ударні, перкусія, бек-вокал (з 2006)

Колишні
- Ростам Батманглідж – клавішні, гітара, бек-вокал, продакшн (2006—2016)

Концертні
- Брайан Роберт Джонс – гітара, бек-вокал (з 2018)
- Ґрета Морган – клавішні, гітара, перкусія, бек-вокал (з 2018)
- Ґарретт Рей – перкусія, ударні, бек-вокал (з 2018)
- Вілл Канцонері – клавішні, бек-вокал (з 2018)

## Дискографія
- Vampire Weekend (2008)
- Contra (2010)
- Modern Vampires of the City (2013)
- Father of the Bride (2019)
- Only God Was Above Us (2024)